# چرخ‌ریسک تاب‌لانه اوراسیایی

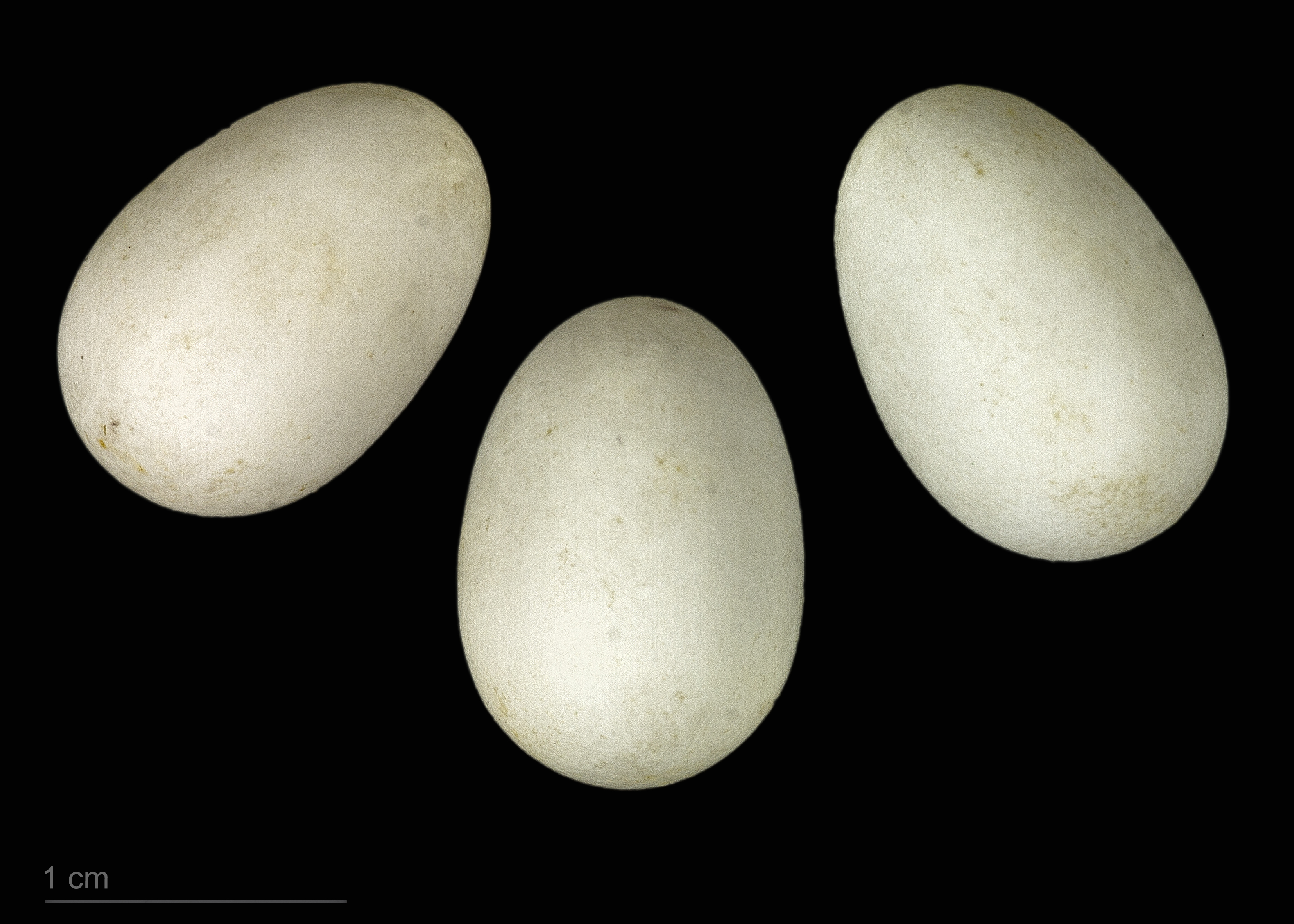
Remiz pendulinus

چرخ‌ریسک تاب‌لانه اوراسیایی (نام علمی: Remiz pendulinus) نام یک گونه از تیره چرخ‌ریسک پشت‌بلوطی است.